# Gunung Terang (Kalianda)
Gunung Terang is een bestuurslaag in het regentschap Lampung Selatan van de provincie Lampung, Indonesië. Gunung Terang telt 2125 inwoners (volkstelling 2010).